# 魯梅里燈塔
魯梅里燈塔（Rumeli Feneri），位於土耳其伊斯坦布尔海峡歐洲大陸岸邊的歷史性燈塔，至今依然使用。

## 伸延閱讀
- Tutel, Eser. .  6. Kültür Bakanlığı/Tarih Vakfı. 1993: 354. ISBN 975-7306-00-2 （Turkish）.

## 外部連結
- Directorate General of Coastal Safety （页面存档备份，存于）